# Titu Dinu
Titu Dinu (n. 1887, Brăila – d. 1918) a fost poet, fin literat și remarcabil om de cultură, stins din viață prematur, la 31 ani, pe care academicianul Perpessicius îl evocă cu multă căldură, acordându-i înalta s-a prețuire.
Dialectolog, filolog, folclorist și clasicist remarcabil, autor al unui important studiu despre Graiul din țara Oltului, distins cu premiul Hillel al Universității din București - în aceeași măsură în care a fost și un talentat critic și poet - elev preferat al lui Ovid Densușianu și colaborator activ la Viața nouă - Titu Dinu și-a risipit creațiile literare în colecțiile revistelor timpului. Moartea pretimpurie l-a împiedicat să-și strângă în volum versurile.
A tradus din Baudelaire și, de asemenea, în metru original, Satirele lui Horațiu și Comediile lui Plaut - primele fiind premiate de Academia Română.